# Graf DK 7

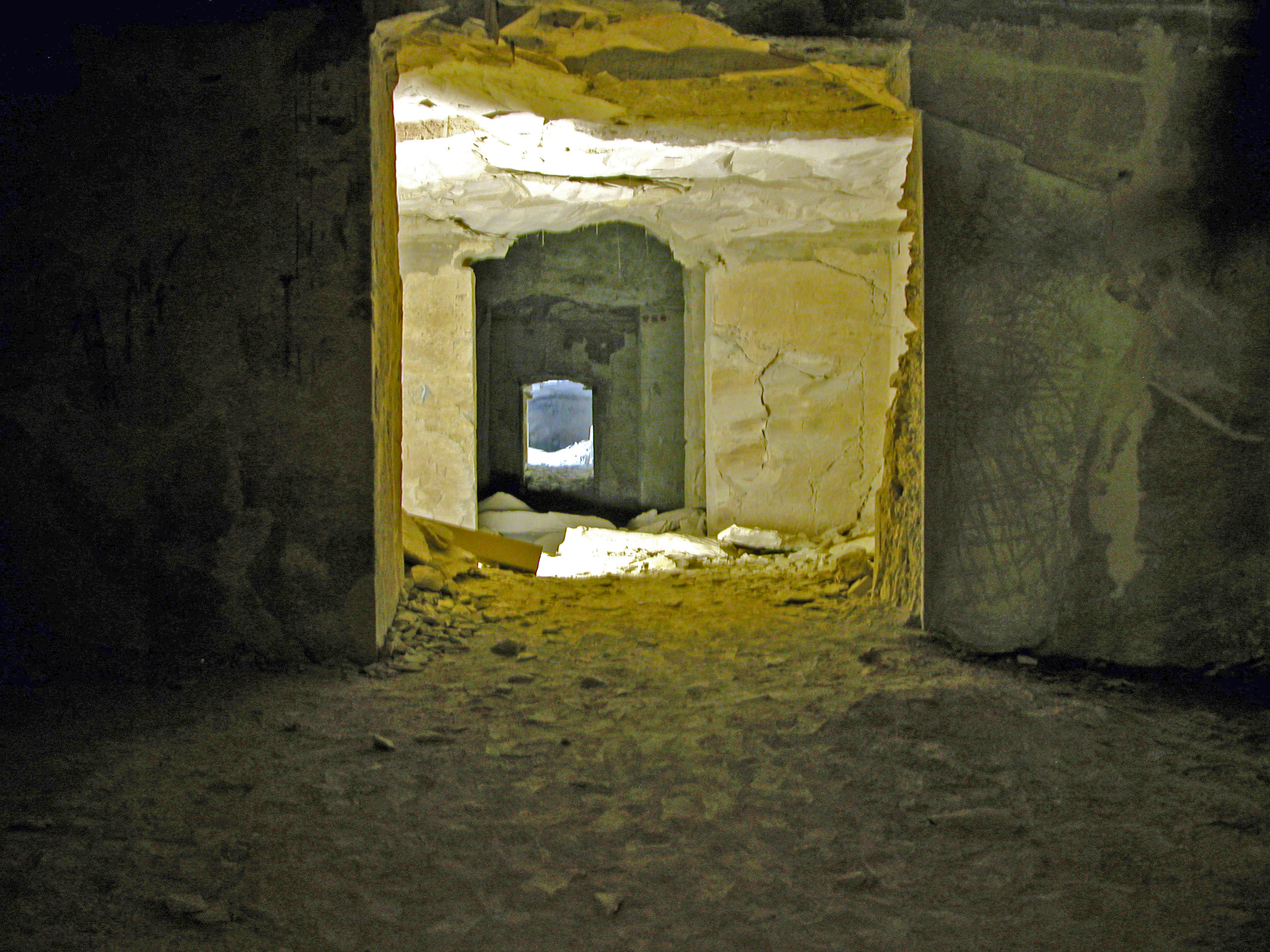
KV7

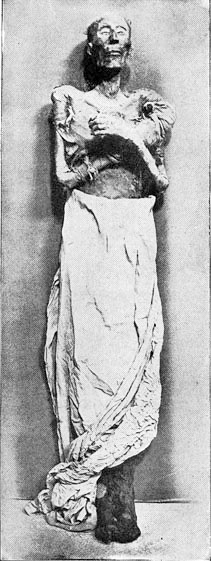
Mummie van Ramses II

Graf DK 7 is de graftombe in de Vallei der Koningen die toebehoort aan Ramses II (ook wel Ramses de Grote). Het graf stamt uit de 19e dynastie en ligt in de Vallei der Koningen tegenover dat van twee zoons van Ramses II (Graf DK 5) en naast dat van Merenptah (Graf DK 8), de opvolger en andere zoon van Ramses II. 
DK 7 was ingericht volgens het bent-axisplan uit de 18e dynastie. Dit houdt in dat de centrale ruimte van het graf lager ligt dan de rest van het graf, en dat het plafond daarentegen in hoogte stijgt. De graftombe is al sinds de Egyptische oudheid geopend en wordt sinds toen regelmatig geteisterd door windvlagen. Bovendien is de tombe in de afgelopen decennia door veel mensen bezocht - in de derde tussentijd en de Romeinse tijd werd het onder anderen gebruikt voor nieuwe begrafenissen en als bezienswaardigheid voor toeristen. Dit alles heeft ertoe bijgedragen dat DK 7 ernstig is beschadigd. Oorspronkelijk is het graf waarschijnlijk gedecoreerd geweest met teksten uit het Boek der Poorten, Amdoeat en de Litanie van Re.
De oude Egyptenaren hebben de mummie van Ramses II in de 21e dynastie verplaatst naar graf DB320 om grafroverij te voorkomen. Na die tijd zijn er nog enkele latere Egyptenaren en Romeinen in de tombe begraven geweest. In tegenstelling tot de grote grafvondst van Toetanchamon zijn er van Ramses II maar weinig voorwerpen bekend. Hiertoe behoren twee houten Oesjabti's.